# Vertragserfüllungsbürgschaft
Die Vertragserfüllungsbürgschaft dient der Absicherung des Auftraggebers vor Insolvenz des Auftragnehmers. Typischerweise findet die Vertragserfüllungsbürgschaft bei Werkverträgen in der Baubranche beziehungsweise Maschinen-, Anlagen-, Garten- und Landschaftsbau Anwendung. Besichert werden die Leistungsschritte ab der Ausführungsphase bis in die Gewährleistungsphase, weshalb es sich um eine Kombination aus Ausführungs- und Gewährleistungsbürgschaft handelt.
Damit die Erfüllung der vertraglichen Pflichten gemäß § 362 Abs. 1 BGB gewährleistet wird, kann ein Bauunternehmen bei einem VOB-Vertrag (§ 17 (Abs. 5) VOB/B) eine Vertragserfüllungsbürgschaft als Auftragnehmer gewähren. Der Bauherr verlangt sie regelmäßig unter der Vorgabe der gesetzlichen Bestimmungen zur Fristsetzung bei Vertragsabschluss, was der Sicherstellung der Interessen des Auftraggebers dient. Eine Missachtung der Verpflichtung berechtigt den Auftraggeber zur Einbehaltung der vereinbarten Sicherheit vom Guthaben des Auftragnehmers. Ab Bauausführung bis zur endgültigen Erfüllung des Bauvertrags durch Abnahme, darf der Auftraggeber die Bürgschaftsurkunde behalten.
Die Vertragserfüllungsbürgschaft/-Garantie zugunsten des Auftragnehmers sichert dessen Vergütungsanspruch gegen den Auftraggeber auf Zahlung der Auftragssumme. Zugunsten des Auftraggebers sichert sie dessen Ansprüche auf rechtzeitige und vollständige Erfüllung der Werkleistung, insbesondere:
- Schadensersatz wegen Nichterfüllung,
- Schadensersatz aus Schuldnerverzug einschließlich Vertragsstrafe,
- Ansprüche aus berechtigter Kündigung seitens des Auftraggebers,
- Mängelansprüche bis zur Abnahme,
- Ansprüche auf Nichterfüllung des Vertrages aufgrund der Insolvenz des Auftragnehmers.

Die Vertragserfüllungsbürgschaft/-Garantie soll mithin die vereinbarte ordnungsgemäße und fristgerechte Erfüllung aller Verpflichtungen des Auftragnehmers sicherstellen. Auch bei öffentlichen Auftraggebern dient die Bürgschaft nach § 17 Abs. 1 Nr. 2 VOB/B dazu, die vertragsgemäße Ausführung der Leistung sicherzustellen. Die Stellung derartiger Bürgschaften ist in den Allgemeinen Geschäftsbedingungen der Auftraggeber meist vorgesehen.
Nach § 9 Nr. 8 VOB/A sollen bei öffentlichen Auftraggebern die geforderten Vertragserfüllungsbürgschaften 5 % der Auftragssumme nicht überschreiten, allgemein hat sich aber für Vertragserfüllungsbürgschaften eine Größenordnung von 10 % der Auftragssumme durchgesetzt und wird rechtlich nicht beanstandet. Wird der Auftragnehmer vor Fertigstellung seiner Werkleistung insolvent und der Auftraggeber muss deshalb einen Dritten mit der Vollendung des Bauvorhabens beauftragen, wird der sich daraus ergebende Schaden 10 % der Auftragssumme erreichen oder sogar überschreiten. Der Auftragnehmer hat die Bürgschaftsurkunde gemäß § 17 Nr. 7 VOB/B binnen 18 Werktagen nach Vertragsschluss bei der Gemeinde zu hinterlegen. Sind Vertragsstrafen ebenfalls Gegenstand einer Vertragserfüllungsbürgschaft, so sind sie in Höhe von 5 % der Auftragssumme angemessen.
Die Bürgschaft erlischt – auch wegen ihrer Akzessorietät – mit der vorbehaltslosen Abnahme der vertraglich zugesicherten Leistung durch den Auftraggeber. Die Bürgschaftsurkunde ist zurückzugeben, wobei eine Herausgabepflicht auch dann besteht, wenn der Auftraggeber den Bürgen erfolgreich auf Zahlung in Anspruch genommen hat. Nach § 17 Nr. 4 Satz 2 letzter Halbsatz VOB/B darf die Bürgschaft zeitlich nicht begrenzt werden, damit das Bauzeitrisiko nicht auf den Auftraggeber zurückfallen kann. Die Vertragsparteien können grundsätzlich frei vereinbaren, welche Forderungen von einer Vertragserfüllungsbürgschaft gesichert sein sollen. Sie haben daher die Möglichkeit, ihr auch Gewährleistungsansprüche zu unterstellen. Vereinbaren die Parteien jedoch, dass die Vertragserfüllungsbürgschaft bei Beendigung durch eine Gewährleistungsbürgschaft ersetzt werden soll, spricht dies dafür, dass die Erfüllungsbürgschaft sich zumindest nicht auf die nach Abnahme entstandenen Gewährleistungsansprüche erstrecken soll.